# Parque Nacional Isla Magdalena
O Parque Nacional Isla Magdalena é uma unidade de conservação localizada na comuna de Cisnes, na região chilena de Aisén. Abrange uma área de 25.362,47 hectares; e abriga uma das maiores colônias de pinguins-de-Magalhães (Spheniscus magellanicus) do Chile.

## Características
A região possui clima marítimo temperado úmido, com precipitação média anual de 4.000 mm. A temperatura média anual oscila entre 6 ºC e 8 ºC; sendo o mês de janeiro o mais quente, com temperaturas entre 10 ºC e 13 °C; e o mês de julho o mais frio, com temperaturas entre 4 ºC e 7 °C.
A vegetação do parque é de Floresta Perenifólia, Turfeiras e Floresta Perenifólia com Coníferas. Na flora, podemos encontrar Coigüe de Chiloé (Nothofagus nítida), Canela (Drimys Winteri), Tepa (Laurelia phillippiana), Tineo (Weinmannia trichosperma), Ciruelillo ou Notro (Embothrium coccineum), Mañío fêmea (Podocarpus nubigenus), Luma (Amomyrtus luma) e Cipreste Guaitecas (Pilgerodendron uviferum); Fuinque, (Lomatia ferruginea), murtas (Myrceugenella apiculata), Pitra (Myrceugenella planipes), Tiaca (Caldcluvia paniculata), Quila (Chusquea quila), Chilco (Fuchsia magellanica) e Tepú (Tapualia stipularis).
Na fauna, podemos encontrar podemos encontrar em maior quantidade as aves como os pinguins (Spheniscidae), petrels (Procellaridae), cormorões, patos (Anatidae), Charadriidae, Escolofacídeos, gaivotas (Laridae), Rhynocriptidae, Tyrannidae, Turdidae; mamíferos como a Lontra felina, Myocastor coypus, Pudu puda e Otaria.